# 太田屋新田

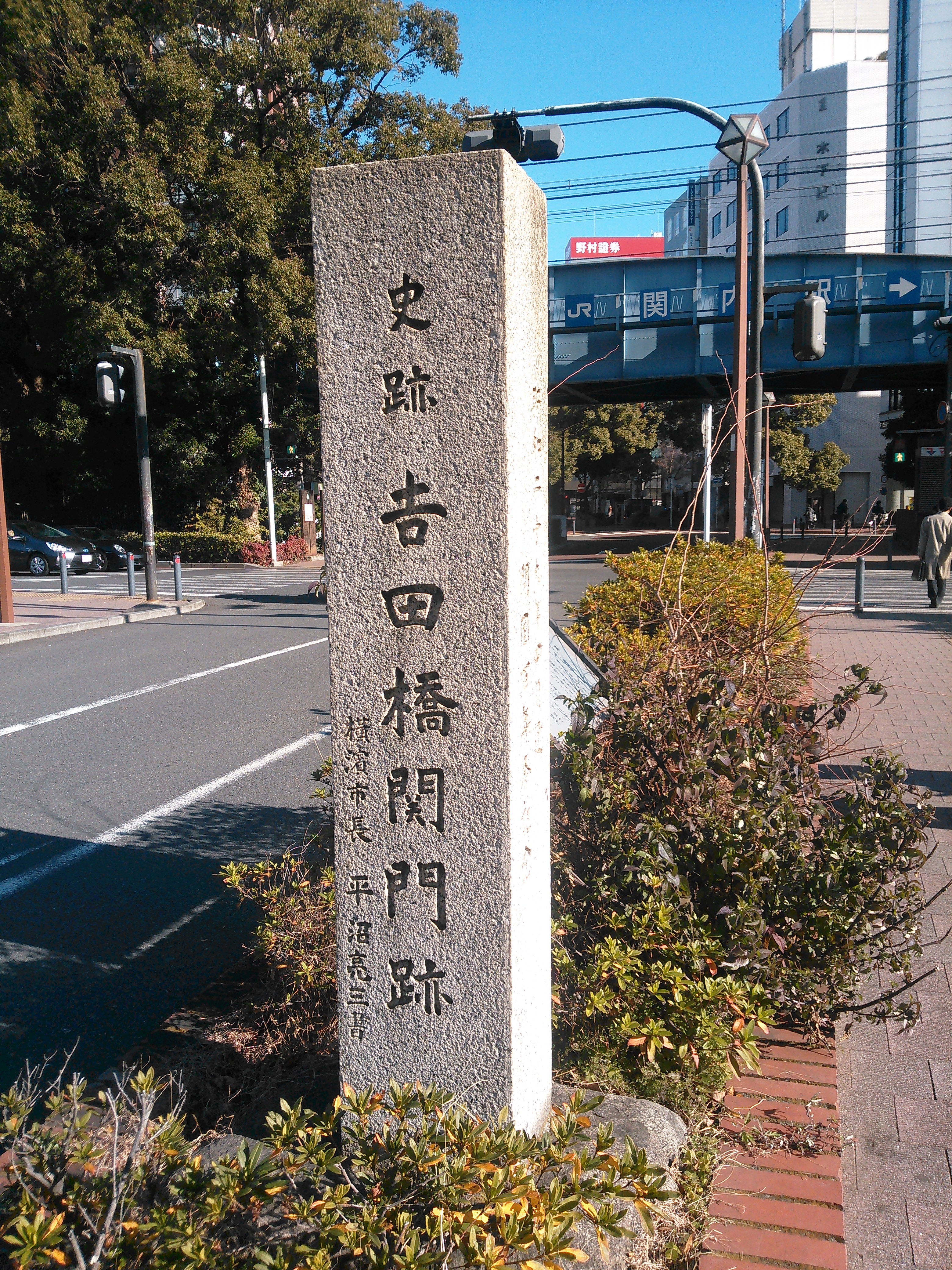
吉田橋。この橋の奥が、太田屋新田にあたる

太田屋新田（おおたやしんでん）は、江戸時代に開墾された新田である。現在の神奈川県横浜市中区の関内地区の一部にあたる。

## 歴史
現在の横浜市中心部にあたる地域は17世紀中期まで、大岡川下流に、西に深く入り込んだ入り江で、蓋をするような形で元町付近から北に向かって、洲干島（しゅうかんじま。洲乾島・宗閑島・秀閑島とも表記）と呼ばれる砂州が伸びていた。この入江の奥部では1656年（明暦2年）より、江戸の材木商吉田勘兵衛により吉田新田として開墾が行われた。洲干島の入り江側に沿った一帯は沼地であったが、1850年（嘉永3年）から1856年（安政3年）にかけて、三河国碧海郡川島村出身の太田屋左兵衛が開発者となり、叔父の源左衛門が差配して埋め立てが行われた。横浜沿革誌によると、戸数10戸と寺院（蓮光院）が設けられ、「新田ト云フトモ、其実ハ堤塘及宅地ヲ除キ、其地全地ノ八分ハ海水干満シ、（鯔又ハ鰻）ヲ漁スルト、又其沼ニ生スル蘆ヲ芟取スルトヲ以テ生活ス」とある。1859年に横浜港が開港すると、横浜・戸部・野毛の三ケ村とともに神奈川奉行の支配となり、横浜町を形成した。太田屋新田はさらに埋め立てられ、外国人居留地の拡大が図られるとともに、遊廓（港崎遊郭）が開設され、吉田新田との間には吉田橋（一時期は太田橋と称した）が架けられた。この橋には、太田屋新田側にある居留地とその外部を隔てる関所が設けられ、居留地のある側は「関内」と呼ばれるようになった。1866年11月26日、近隣の豚肉料理店から出火した火災（豚屋火事）により港崎遊郭は焼失。跡地は1876年に横浜公園となり、1929年に横浜公園平和野球場、1978年にはこれを建て替えて横浜スタジアムが開業した。

## 現在
関内地区のうち、海岸側から弁天通付近まではかつての洲干島で、弁天通から太田町・相生町・住吉町・常盤町・尾上町・真砂町・港町にかけての細長い町域が連なる一帯と横浜公園、山下町のうち横浜中華街の西側が太田屋新田に相当する。太田町の地名は、太田屋新田の開拓者の名前に由来するものである。太田屋新田の各町の通りは海岸線に沿い南東～北西に走っているが、中華街近辺は住民有志により「横浜新田」として開拓され、通りは東西南北に近い向きをしている。このため、太田屋新田や洲干島の道路と横浜新田の道路とは直交していない。